# The Blue Album (Double You)
The Blue Album è il secondo album del gruppo musicale eurodance Double You, pubblicato nel 1994 dall'etichetta discografica DWA.

## Tracce
CD (DWA 0119)
1. Run to Me - 3:55
2. She's Beautiful - 3:34
3. Wonderful World - 3:48
4. Part-Time Lover - 3:00
5. What Did You Do (With My Love) - 4:20
6. Missing You - 3:10
7. Heart of Glass - 3:15
8. I Gave You All - 3:27
9. Got to Love - 3:15
10. You Are the One - 4:19
11. What Did You Do (With My Love) (Live Mix) - 2:58
12. Rebel Rebel - 3:39
13. She's Beautiful (Sun Mix) - 3:37
14. Part-Time Lover (E.U.R.O.) - 6:10
15. Missing You (Summer Remix) - 7:30